# Zweiachsige Fahrzeuge der Pariser Métro

Triebwagen der Baureihe 200 mit beidseitigen Führerständen (MM) und einfachen Schiebetüren

Der Bestand der Zweiachsigen Fahrzeuge der Pariser Métro umfasste die Triebwagen-Baureihen 100 und 200 sowie die entsprechenden Beiwagen.

## Geschichte

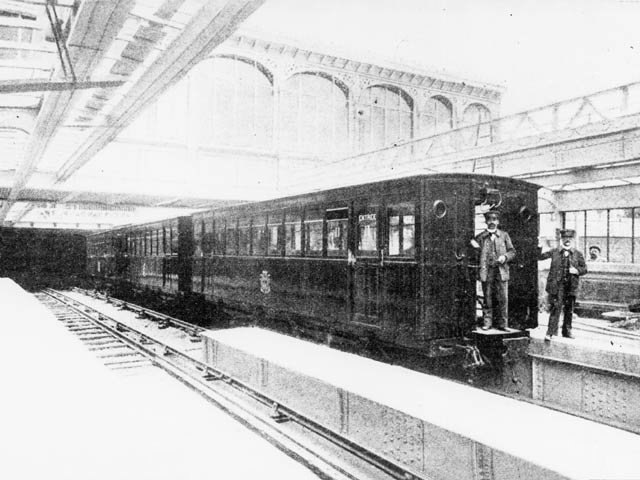
Beiwagen mit Einfachschiebetüren am Zugende in der Station Bastille, 1900

Im Juli 1900 wurde auf der ersten Strecke der Pariser Métro die Linie 1 eröffnet. Die Triebwagen der von der Betreibergesellschaft Compagnie du chemin de fer métropolitain de Paris (CMP) zunächst eingesetzten Züge wurden 1899 bei den Ateliers de construction du Nord de la France (ANF), die Beiwagen bei der Société Franco-Belge de Matériel de Chemins de Fer im Werk Raismes gebaut. Sie glichen weitgehend den damaligen Straßenbahnen, die Triebwagen waren mit zwei Motoren à 125 PS aber stärker motorisiert.

## Erste Trieb- und Beiwagen

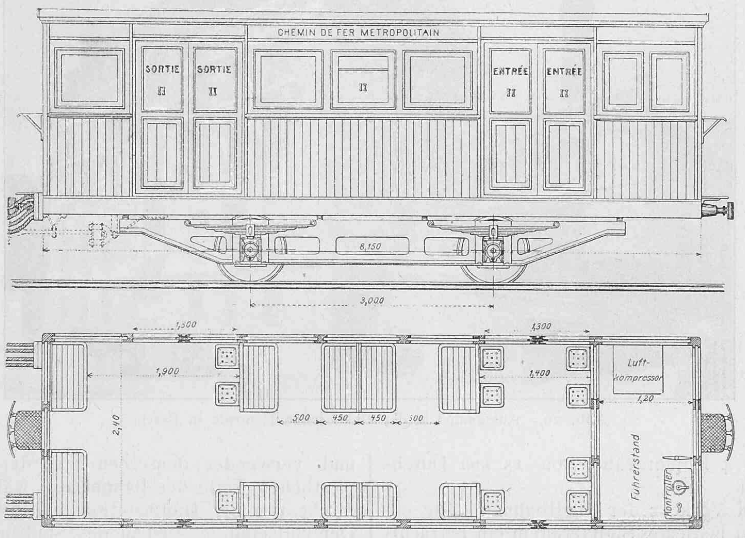
Ansicht und Grundriss eines Triebwagens der Baureihe 100 mit nur einem Führerstand (M)

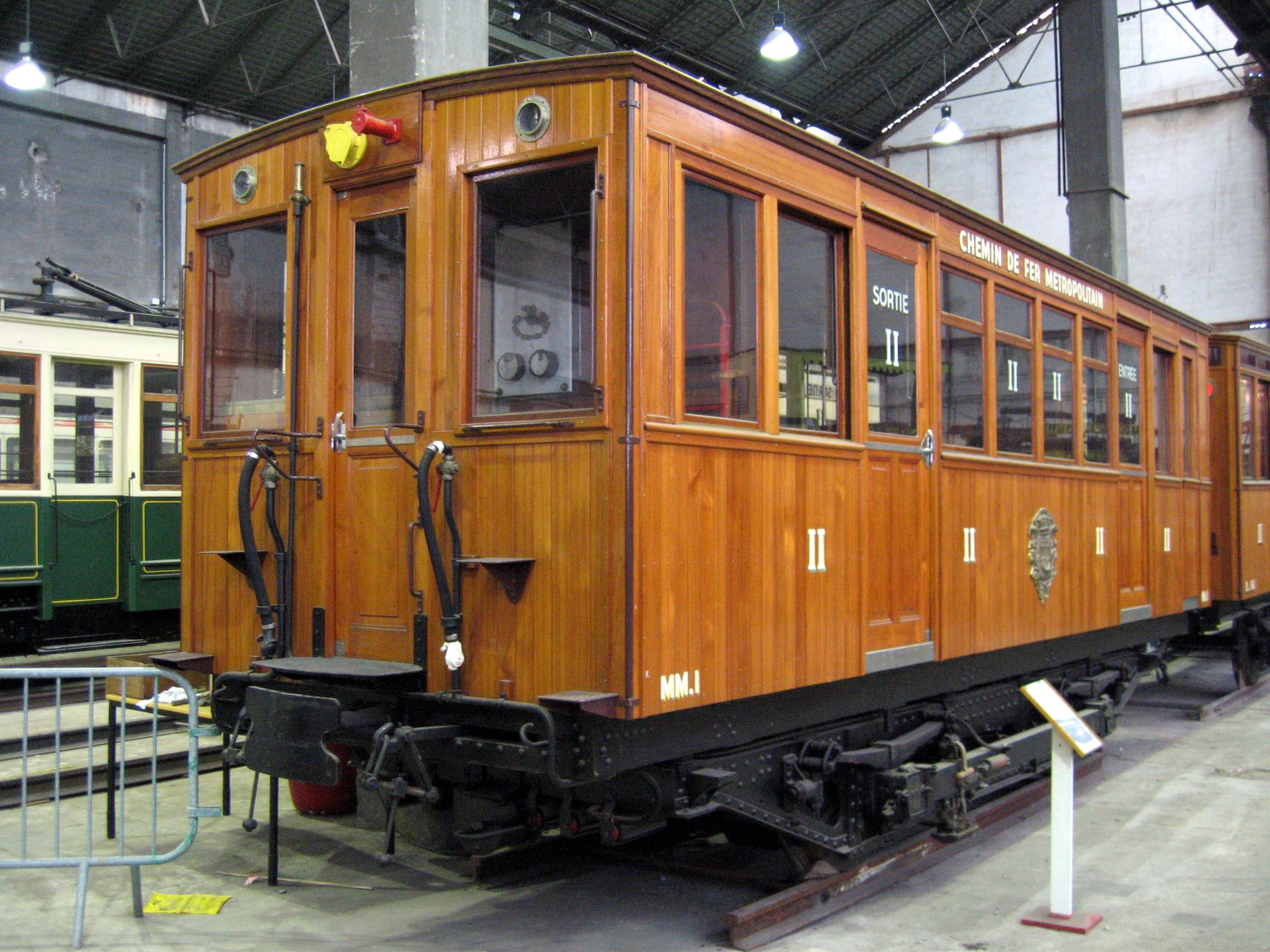
Triebwagen MM1 im Musée des transports urbains, interurbains et ruraux

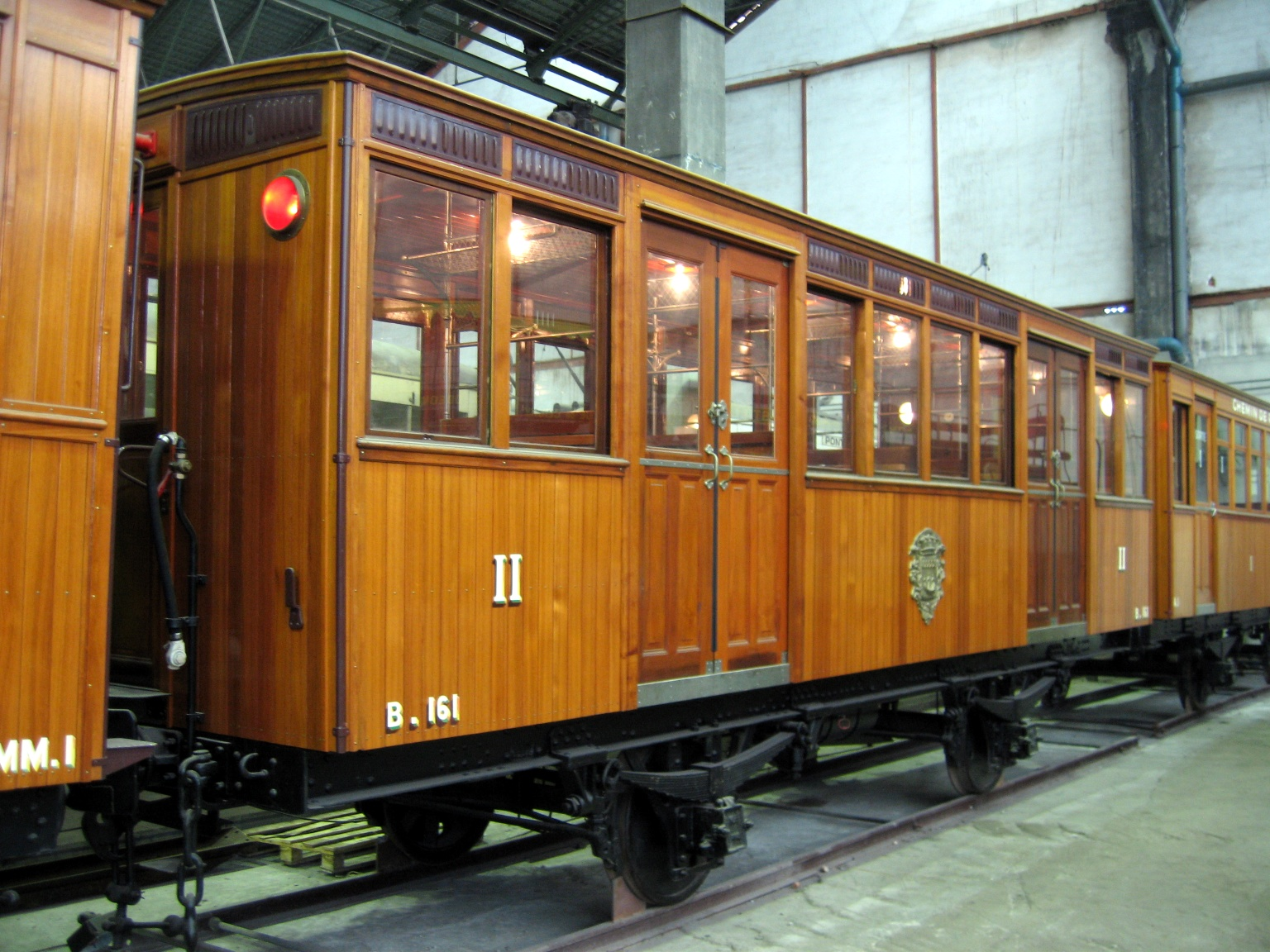
Zweiachsiger Beiwagen mit Doppelschiebetüren

Die Linie 1 war an beiden Streckenenden mit Endschleifen versehen worden, über die die Züge wenden konnten, ohne die Fahrtrichtung zu wechseln. Für sie wurden 34 Triebwagen mit je einem Führerstand (Fahrzeugnummern M 1 bis M 34) erworben, die die Baureihenbezeichnung 100 trugen. Die beiden vom U-Bahnhof Étoile ausgehenden kurzen Strecken nach Porte Dauphine und Trocadéro, die je eine Kuppelendstelle aufwiesen, erhielten 12 Triebwagen der Baureihe 200 mit beidseitigen Führerständen (MM 1 bis MM 12). Hinzu kamen 115 Beiwagen, darunter 31 der 1. Wagenklasse (A 1 bis A 31), 74 der 2. Klasse (B 1 bis B 74) und 10 gemischtklassige (AB 1 bis AB 10).
Die Fahrzeuge hatten zwei fest im Fahrgestell parallel gelagerte Achsen, der Achsenabstand betrug 2,50 Meter bei den Trieb- und 3,75 Meter bei den Beiwagen. Die Triebwagen waren 8,15 Meter (Baureihe 100) bzw. 7,68 Meter (Baureihe 200) lang, die Beiwagen 8,88 Meter (Bauarten A und B) bzw. 7,44 Meter (Bauart AB). Das Gewicht der Triebwagen der Baureihe 100 betrug 18,5 t, das der Baureihe 200 16,5 t; die Beiwagen waren 8,5 t schwer. Trieb- und Beiwagen waren 2,40 Meter breit und 3,30 Meter hoch.
Die Aufbauten mit Einfachschiebetüren waren aus Holz gefertigt. Auf jeder Fahrzeugseite existierten zwei 73 Zentimeter breite Türöffnungen, von denen jeweils eine als Einstieg, die andere als Ausstieg vorgesehen war. Die Triebwagen wiesen in Fahrtrichtung rechts eine weitere Tür am Führerstand auf. Zur Beschleunigung des Fahrgastwechsels erhielt die ab 1901 gelieferte zweite Serie (Triebwagen M 51 bis M 56, Beiwagen A 1001 und B 2001 bis B 2004) breitere Türöffnungen und Doppelschiebetüren, die älteren Fahrzeuge wurden 1902 entsprechend umgebaut. Die gemischtklassigen Beiwagen wurden bereits 1901 zu Fahrzeugen der ersten (A 32 bis A 38) bzw. zweiten (B 75 bis B 77) Wagenklasse.
Die Steuerung der Triebwagen erfolgte über Fahrschalter der Bauart, wie sie auch in Straßenbahnfahrzeugen Verwendung fand. Durch die in den Führerständen befindlichen Fahrschalter, mit denen durch Reihen- oder Parallelschaltung die Fahrgeschwindigkeit unmittelbar verändert wurde, floss der Fahrstrom mit einer Gleichspannung von 600 Volt. Um die Sicherheit zu gewährleisten, waren die Fahrzeuge mit einem dreifachen Bremssystem ausgestattet: Einer Druckluftbremse nach dem System Westinghouse für den normalen Betrieb, einer Handbremse und einer elektrischen Bremse für Notfälle. Die Fahrzeuge wiesen Mittelpuffer auf und wurden mittels Schraubenkupplungen gekuppelt.
Die Sitzplätze waren in offener Abteilform beiderseits eines Mittelgangs angeordnet: 30 (Bauart 100) bzw. 26 (Bauart 200) Sitzplätze in den Triebwagen, 40 in den Beiwagen der zweiten Wagenklasse. In den Wagen der ersten Klasse waren die Sitze gepolstert und mit rotbraunem Leder überzogen, die Bänke der zweiten Klasse waren aus Holzstäben gefertigt. Die Lehnen waren in beiden Fällen 65 Zentimeter hoch. In den Wagenböden waren elektrische Heizungen installiert. Ein vom Zugführer betätigter Anzeiger zeigte in jedem Fahrzeug den Fahrgästen die nächste Station an.
Anfangs gelang es, in den Hauptverkehrszeiten Zugfolgen von zwei Minuten bei jeweils 30 Sekunden Aufenthalt in den Stationen einzuhalten. Mit zunehmendem Fahrgastaufkommen stellte sich jedoch heraus, dass die Zahl der Wagen pro Zug zu gering waren und die geringe Breite der Türen einem raschen Fahrgastwechsel entgegenstand.

## Triebwagen für Doppeltraktion

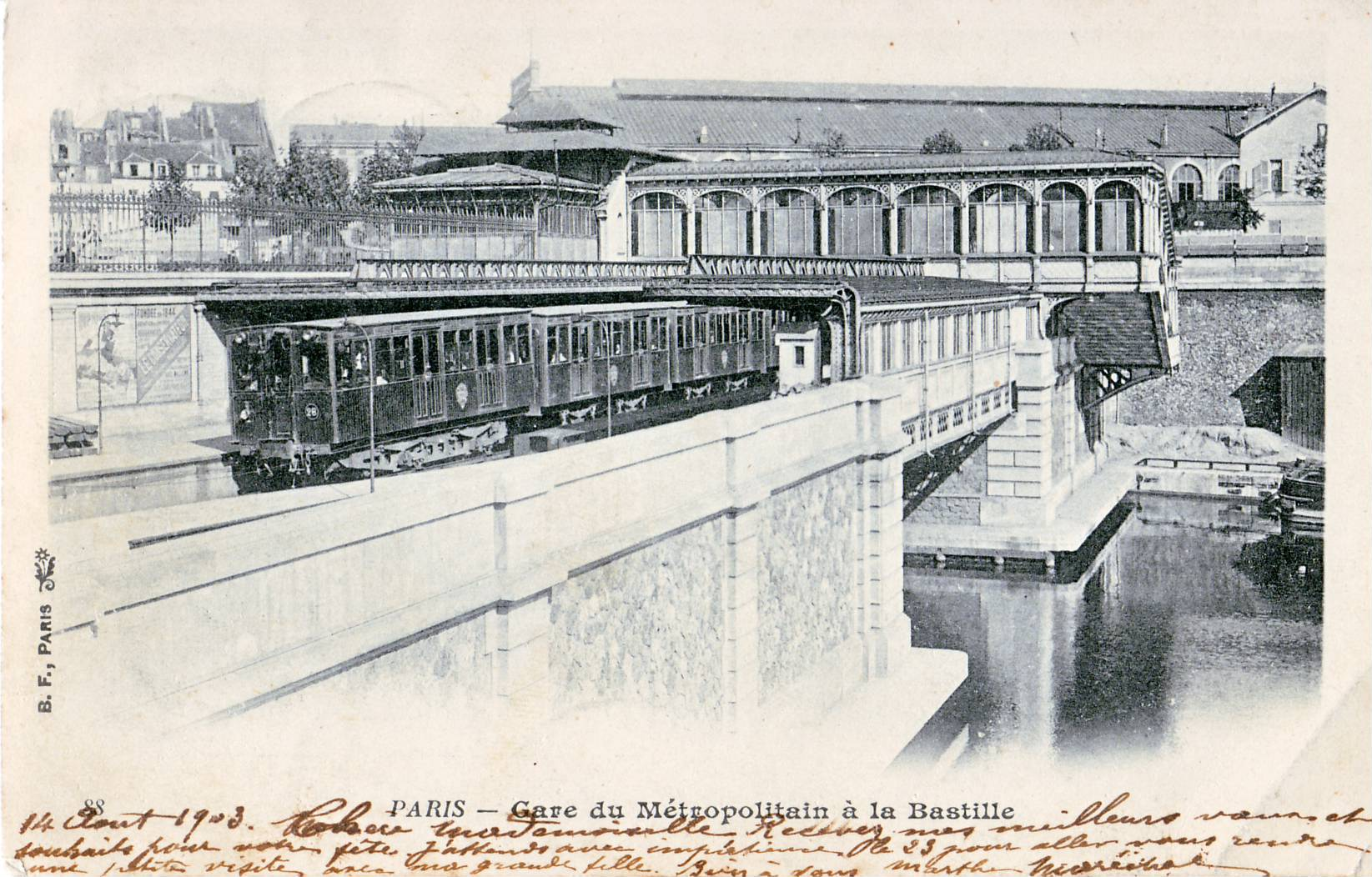
Thomson-double-Zug aus zweiachsigen Trieb- und Beiwagen in der Station Bastille, 1903

Zunächst waren auf der Hauptstrecke nur aus einem Triebwagen plus Beiwagen gebildete Züge, auf den beiden Zweigstrecken sogar nur Solofahrzeuge (MM) unterwegs. Bald führten längere Zuggarnituren zur Notwendigkeit der Einstellung eines zweiten Triebwagens pro Zug. Fortan musste der Triebfahrzeugführer vom führenden Triebwagen aus einen weiteren bedienen, wozu es einer Mehrfachsteuerung bedurfte. Die Thomson-double-Ausrüstung ermöglichte das Steuern der vier Elektromotoren von zwei Triebwagen von einem Fahrschalter aus. Der Fahrstrom wurde hierbei vom führenden Triebwagen der Stromschiene entnommen und durch ein Kabel entlang der Beiwagen zum anderen Triebwagen geführt.
Um die elektrische Ausrüstung unterzubringen, wurden die Führerstände der Thompson-double-Triebwagen um 80 Zentimeter verlängert. Von den Doppelschiebetüren abgesehen glichen die Wagen dem vorhandenen Material. Geliefert wurden zwischen Ende 1901 und Mai 1903:
- 44 Einrichtungs-Triebwagen von ANF, 8,45 m lang und 18,5 t schwer, Nummern M 101 bis M 144
- 33 Zweirichtungs-Triebwagen von ANF, Nummern M 201 bis M 233
- 73 Beiwagen erster Klasse, 8,35 m lang und 8,5 t schwer, Nummern A 101 bis A 153 und A 161 bis A 180
- 147 Beiwagen zweiter Klasse, Nummern B 101 bis B 247[1]

## Einsatzende
Der hohe Reibungswiderstand der zweiachsigen Fahrzeuge in den engen Kurven der Strecke (Radius 38 Meter an der Station Bastille) und den beiden Endschleifen der Linie 1 (Radien von jeweils 30 Meter) führte bald zu der Überlegung, künftig Wagen mit Drehgestellen anzuschaffen. Trotzdem wurden 1903 für die mit größeren Radien geplante Linie 3 nochmals 284 zweiachsige Trieb- und 211 Beiwagen bestellt.
Zu einem Umdenken bezüglich der Triebwagen und der Führung von Starkstromkabeln längs der Züge führte der Unfall in der Station Couronnes im August 1903. Der Brandkatastrophe fielen 84 Menschen zum Opfer, die Triebwagen M 139, M 202 und M 233 sowie neun Beiwagen wurden zerstört. Zunächst wurden daraufhin die beiden Triebwagen jeweils hintereinander am Zuganfang gekuppelt, um Starkstromkabel entlang des ganzen Zuges zu vermeiden. Aufgrund der Existenz von beiderseitigen Endschleifen konnte diese Maßnahme auf den Linien 1 und 2 rasch verwirklicht werden.
Fortan wurden Drehgestelltriebwagen mit Führerständen in Metallbauweise erworben, die ersten entsprechenden Fahrzeuge der Baureihe 300 wurden 1904 in Dienst gestellt. Jeder Triebwagen bezog nun selbst seinen Fahrstrom aus der Stromschiene, die Steuerung unbesetzter Triebwagen erfolgte über eine unproblematische Kleinspannung. Im September und Oktober 1905 wurden die zweiachsigen Triebwagen abgestellt und anschließend zu Drehgestellfahrzeugen umgebaut. Lediglich die Triebwagen MM 1 bis MM 12 verblieben bis zum 14. Mai 1906 auf der Linie 2 Sud (Abschnitt der heutigen Linie 6) und wurden danach als Arbeitsfahrzeuge weitergenutzt.
1904 wurden neun, 1905 weitere 56 zweiachsige Beiwagen aus dem Verkehr gezogen und zu vierachsigen Triebwagen umgebaut. Im Dezember 1913 waren noch 263 zweiachsige Beiwagen vorhanden, die auf den Linien mit Hochbahnabschnitten eingesetzt wurden. Die letzten zweiachsigen Beiwagen verkehrten im Sommer 1932.